# John Keill
John Keill   (Edimburg, 1 de desembre de 1671 (Julià) - Oxford, 31 d'agost de 1721) va ser un matemàtic britànic que va ser savilian professor a la Universitat d'Oxford.

## Vida
Keill era fill de Robert Keill, advocat d'Edimburg, i de Sarah Cockburn, d'una família molt connectada amb l'església (el seu oncle era bisbe). El seu germà, James, dos anys més jove, va esdevenir un reputat metge.
Keill va estudiar a la Universitat d'Edimburg, sota el mestratge de David Gregory. El 1692 es va graduar i, juntament amb el seu mestre, va marxar a Oxford. El 1694 es va doctorar a la Universitat d'Oxford i, poc temps després, donava classes de física experimental al Hart Hall (actual Hertford College) de la mateixa universitat.
El 1699 és nomenat catedràtic suplent de física, però el 1704 i el 1709 fracassa en els seus intents d'obtenir la titularitat de la càtedra de física o la càtedra Saviliana vacant per la mort de David Gregory. Keill, aleshores, decideix deixar la universitat. A partir de 1709 serà tresorer del fons d'ajuda als refugiats protestants de Renània-Palatinat i els acompanyarà en el seu viatge a Nova Anglaterra.
El 1712 retorna a Anglaterra i després de treballar un temps com descodificador per la reina Anna, és nomenat savilian professor d'astronomia, en substitució del difunt John Caswell, qui el 1709 havia substituït David Gregory. Exercirà aquest càrrec fins a la seva mort.
El 1717, Keill es va casar amb Mary Clements, cosa que va convertir-se en un escàndol per la diferència d'edat (ella era 25 anys més jove) i categoria social. El 1719 heretarà una fortuna del seu germà metge, James. El 1721 va morir de febre severa i va ser enterrat a l'església de St. Mary d'Oxford.

## Obra
Keill va ser un dels més importants difusors de l'obra de Newton, tot i que va portar les seves interpretacions molt més enllà del que Newton havia pensat en temes, com per exemple, la naturalesa de la matèria o la força de la gravitació. A més, va ser un dels més ferms defensors de Newton en la querella Newton-Leibniz sobre la prioritat en el descobriment del càlcul infinitesimal, faceta per la que és potser més conegut.
La seva obra principal, Introductio ad veram physicam (Oxford, 1702), estava basada en les seves classes al Hart Hall i, a jutjar per les seves nombroses edicions, tant en llatí, com en anglès (amb el títol, menys pretensiós, de Introduction to Natural Philosophy) va ser un llibre de gran èxit, adoptat per tots els colleges de les universitats d'Oxford i Cambridge. L'element clau que distingeix aquest llibre és la forta defensa de la divisibilitat infinita de la matèria (la negació dels àtoms) i, per tant, l'estricte isomorfisme del temps, l'espai i la matèria.
En la mateixa línia, però menys polèmic, va publicar també les seves classes d'astronomia: Introductio ad veram astronomian, seu lectiones astronomicae (Oxford, 1718). També traduït a l'anglès i amb nombroses edicions.